# Sevdaliza
Sevda Alizadeh (em persa: سِودا علیزاده; nascida em Teerã, Irã, em 1 de setembro de 1987), conhecida profissionalmente como Sevdaliza (em persa: سودالیزا; ), é uma cantora, compositora e produtora musical irani-neerlandesa. Em 2015, lançou dois projetos de extended plays (EPs), The Suspended Kid e Children of Silk. Sua música geralmente é em inglês, porém ela lançou sua primeira música no idioma persa, "Bebin", no início de 2017, em protesto contra a Ordem Executiva 13769. Seu álbum de estreia, Ison, foi lançado em 26 de abril de 2017.

## Biografia
Nascida em Teerã, Sevdaliza se mudou para a Holanda ainda criança. Sua formação musical e artística foi influenciada por diversas culturas e estilos musicais.
Sevdaliza começou a ganhar notoriedade com o lançamento de seus EPs "The Suspended Kid" e "Children of Silk" em 2015, que a destacaram no cenário musical underground.
Com a liberação de singles como "Amandine Insensible" e álbuns como "Shabrang", Sevdaliza conquistou um público cada vez maior, sendo aclamada pela crítica por sua voz poderosa, letras poéticas e performances visuais marcantes.
A artista já colaborou com nomes como Grimes e Pabllo Vittar, ampliando ainda mais sua base de fãs e explorando novos territórios musicais.

## Discografia

### Álbuns de estúdio
| Título   | Detalhes                                                                                              |
| -------- | --- |
| ISON     | - Lançamento: 26 de abril de 2017 - Gravadora: Twisted Elegance - Formatos: CD, LP, download digital  |
| Shabrang | - Lançamento: 27 de agosto de 2020 - Gravadora: Twisted Elegance - Formatos: CD, LP, download digital |
| Heroina  | - Lançamento: 2025 - Gravadora: Twisted Elegance - Formatos: download digital                         |

### Extended plays
| Título            | Lista de faixas | Detalhes |
| ----------------- | --- | --- |
| ZwartGoud         | - 1 Intro - 2 Wapenfeiten - 3 Paradijs - 4 Aicha - 5 Zwarte Held (part. Yootha) - 6 Verhalen - 7 DelftsBlauw (faixa bônus) | - Lançamento: 20 de novembro de 2012 - Formato: Download digital - Produção: Dox Kenzo                                                                |
| The Suspended Kid | - 1 That Other Girl - 2 Sirens Of The Caspian - 3 Clear Air - 4 Backseat Love - 5 Taste - 6 Underneath                     | - Lançamento: 28 de janeiro de 2015 - Gravadora: Twisted Elegance - Formato: Download digital - 'Taste' e 'Underneath' foram posteriormente deletadas |
| Children of Silk  | - 1 The Inside - 2 Amandine Insensible - 3 Marilyn Monroe - 4 Men Of Glass (part. Rome Fortune)                            | - Lançamento: 24 de novembro de 2015 - Gravadora: Twisted Elegance - Formato: Download digital                                                        |
| The Calling       | - 1 Soul Syncable - 2 5D - 3 Soothsayer - 4 Energ1 - 5 Human Nature - 6 Voodoov - 7 Observer                               | - Lançamento: 30 de março de 2018 |

### Participações
| Título        | Year | Outro artist(s) | Álbum             |
| ------------- | ---- | --------------- | ----------------- |
| "Thunderclap" | 2013 | Subp Yao        | Bottles Poppin    |
| "Silly Boy"   | 2013 | Boeboe          | Buy Sell Bye Cell |